# Schlafzimmer

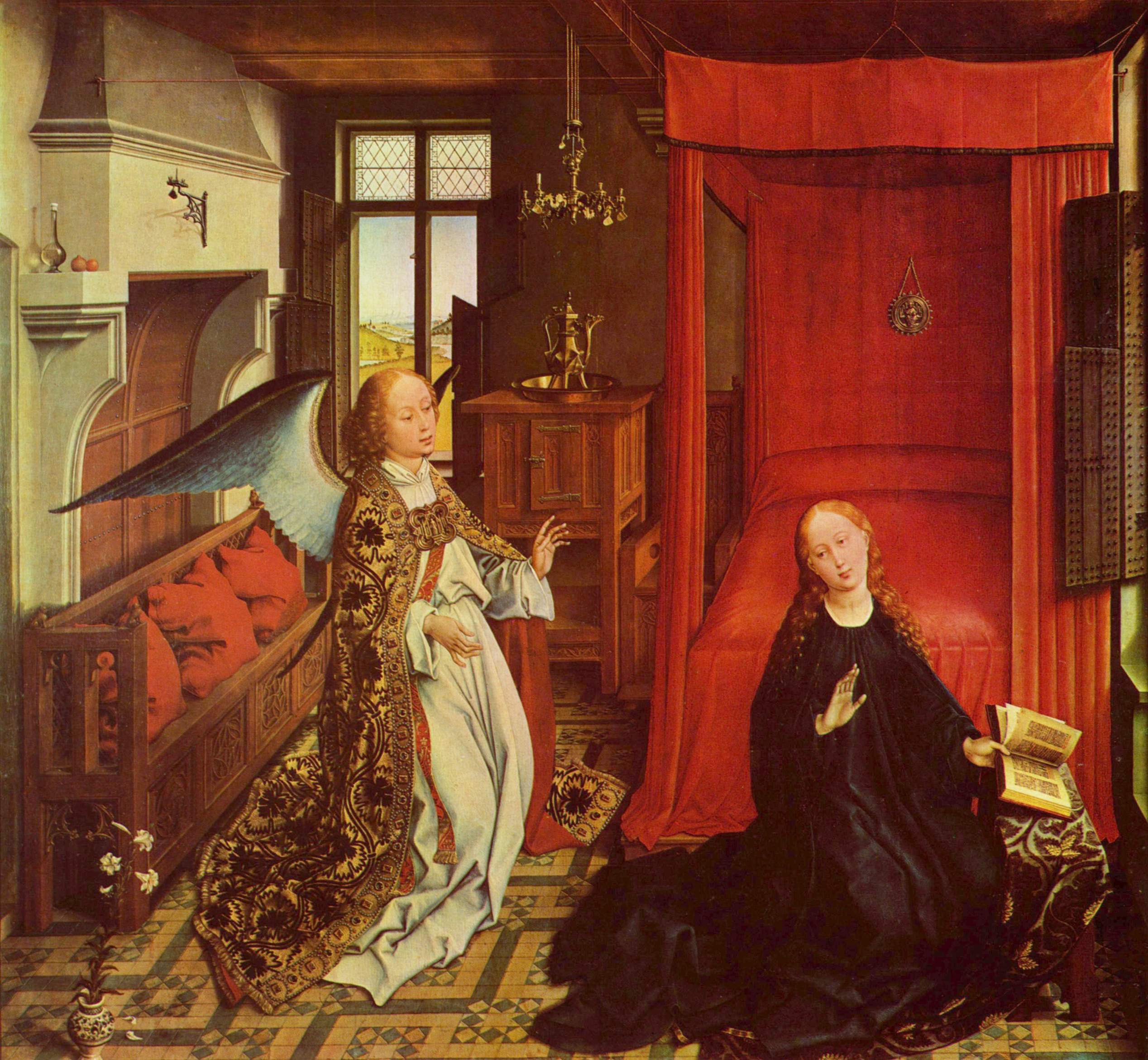
Rogier van der Weyden: Verkündigung an Maria, um 1435 (in einem Schlafzimmer der Entstehungszeit des Gemäldes)

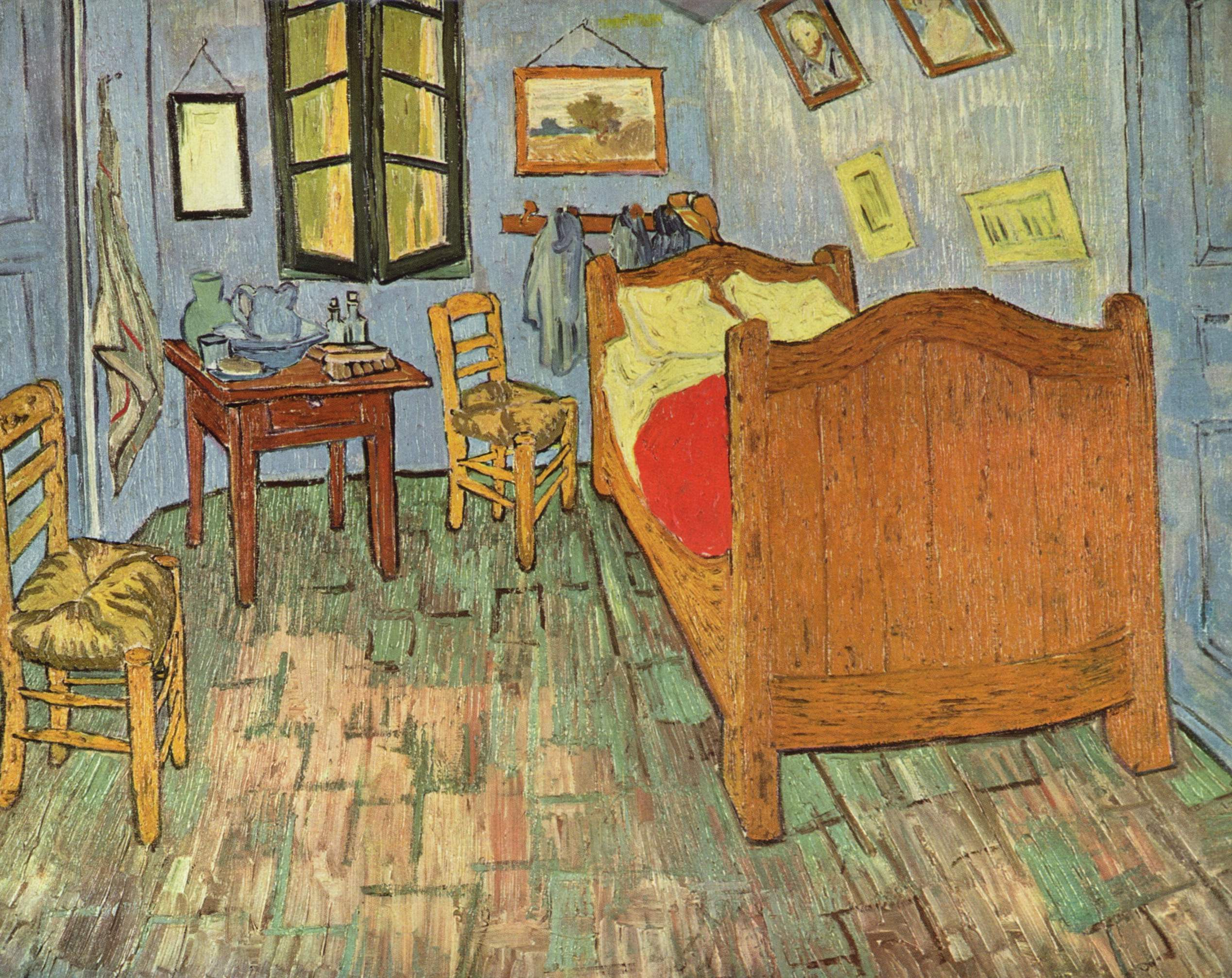
Vincent van Gogh: Van Goghs Schlafzimmer in Arles, 1889

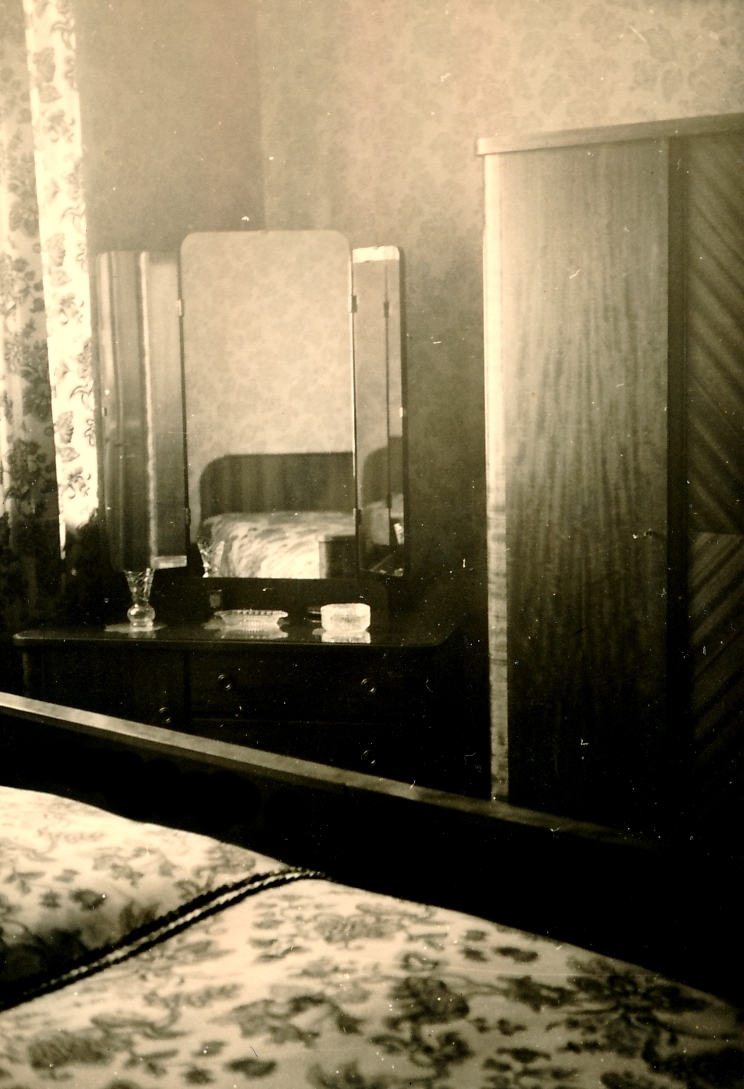
Schlafzimmer-Einrichtung, u. a. Frisiertisch mit dreiteiligem Spiegel, 1946

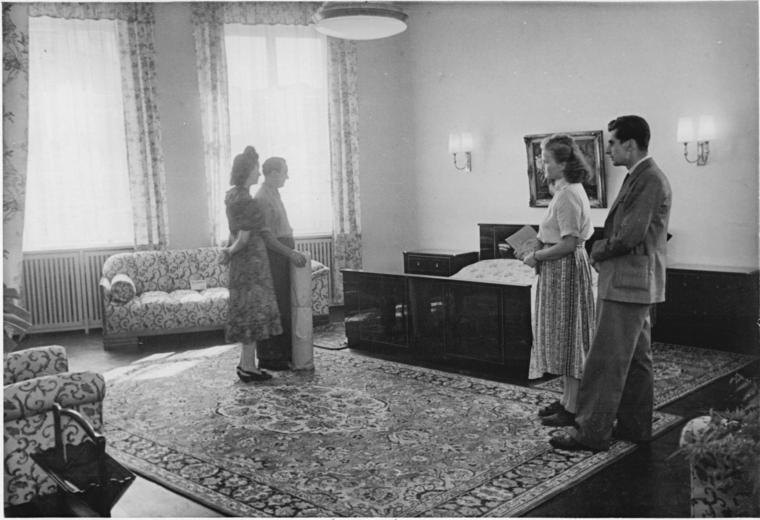
Schlafzimmer in einem HO-Möbelhaus in Ost-Berlin, 1949

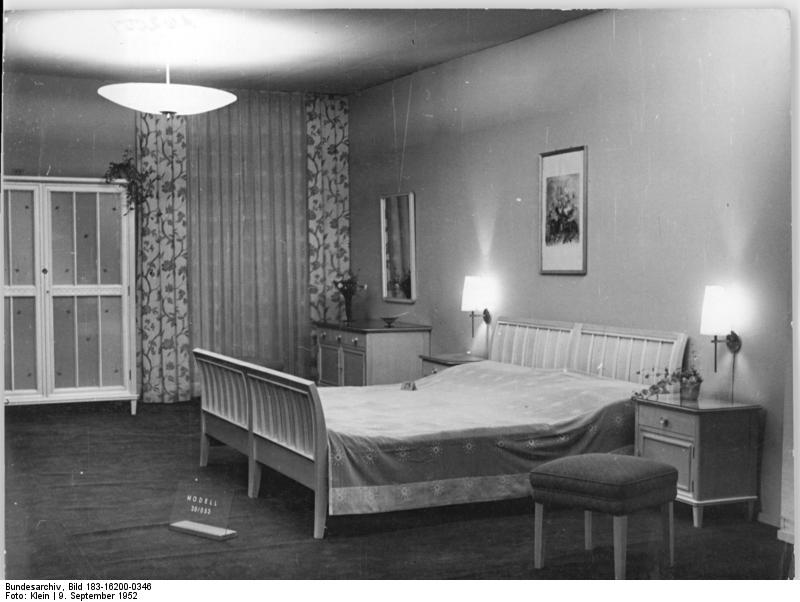
Musterschlafzimmer, Leipziger Messe, 1952

Das Schlafzimmer, auch Schlafkammer (kleines Schlafzimmer), Schlafstube oder Kubikel genannt, ist ein Zimmer einer Wohnung oder eines Wohnhauses, das von den Benutzern hauptsächlich zum Schlafen genutzt wird. Daneben ist das Schlafzimmer auch der Ort, an dem Paare am häufigsten Sex haben. 32 % aller Deutschen sterben auch zu Hause, meist in ihrem Schlafzimmer.
Die architektonische Abtrennung spezieller Schlafräume, wie sie in wohlhabenden Ländern der westlichen Welt heute die Norm darstellt, ist historisch jung und weltweit auch in der Gegenwart durchaus nicht die Regel. Vielfach schlafen die Bewohner nachts in Räumen, die tagsüber zum Wohnen oder Arbeiten genutzt werden. In Japan wurde die Schlafmatte (敷布団, shiki-buton) traditionell tagsüber weggeräumt. Auch in Kulturen, in denen traditionell in Hängematten geschlafen wird (Lateinamerika), werden diese, um Raum zu sparen, tagsüber weggehängt.
In wohlhabenden Ländern der westlichen Welt wird die Schlaffunktion eines Raumes nur dann mit anderen Funktionen verbunden, wenn die Beengtheit der Wohnverhältnisse eine funktionale Trennung nicht gestattet. Dies gilt etwa für sehr kleine Wohnungen (Garçonnièren) und Wohneinheiten in Studentenwohnheimen, Altenheimen und Ähnlichem, aber etwa auch für Kinderzimmer; in Ländern wie den Vereinigten Staaten haben Kinder neben ihrem Schlafzimmer häufig auch ein Spielzimmer (playroom, family room).
In weiten Teilen Europas enthalten Schlafzimmer neben Betten oft einen Nachttisch zur Aufbewahrung diverser Utensilien mit Nachttischlampe und Wecker sowie einen Schrank zur Aufbewahrung von Kleidung. Der Fußboden ist oft ganz oder teilweise mit Teppich ausgelegt, weil man darauf mit nackten Füßen angenehmer läuft als auf Parkett oder Fliesenbodenbelag.
In großen Wohnungen und Häusern werden manche Schlafzimmer nur zum Schlafen genutzt; zum Ankleiden gibt es dann einen begehbaren Kleiderschrank oder einen separaten Raum.

## Überblick über die geschichtliche Entwicklung des Schlafzimmers
Schlafzimmer sind in Mitteleuropa eine vergleichsweise moderne Entwicklung. Einen Raum allein zum Schlafen zu nutzen, war lange Zeit eine fremdartige Vorstellung. Die Historikerin Judith Flanders weist darauf hin, dass es für die Entwicklung des Schlafzimmers im heutigen Sinne nicht entscheidend war, ob ein hinreichend großer Teil der Bevölkerung in Häusern lebte, die genug Räume hatten, sondern dass es dazu der Entwicklung eines ganz anderen Konzeptes des Zusammenlebens bedurfte. Dieses Konzept teilte Wohnraum auf nach seinen Funktionen (Essen, Schlafen, Kochen oder Waschen), nach Geschlechtern (Männer und Frauen beziehungsweise Jungen und Mädchen), nach sozialer Hierarchie (Herrschaft und Gesinde oder Dienstboten) und nach Generationen (Eltern und deren Nachwuchs). Das Mittelalter kannte eine solche Trennung nicht. Dort war die große Halle der mittelalterlichen Burg oder der einzige Raum der Kate der Lebensraum, den unabhängig von sozialer Stellung, Verwandtschaftsgrad, Alter und Geschlecht alle als Wohn-, Ess- und Schlafraum teilten. Dies war oft auch der einzige beheizte Raum.
Erste Anzeichen für die Entwicklung eines Konzeptes, das eine Trennung von Räumen nach Personen oder Funktionen erkennen lässt, sieht Flanders nicht vor dem 15. Jahrhundert: Die großen Stadthäuser, die in Italien während der Renaissancezeit neu gebaut wurden, umrahmten einen Innenhof, und öffentliche und private Funktionen waren unterschiedlichen Flügeln des Gebäudes zugewiesen.
Selbst als ein nach Funktionen aufgeteiltes Haus bereits das Ideal häuslichen Zusammenlebens war, war dessen Umsetzung für einen sehr großen Teil der Bevölkerung nicht realisierbar. Über einen Raum zu verfügen, den eine einzelne Person oder ein Paar einzig dazu nutzt, um dort zu schlafen, wurde für große Teile der Bevölkerung der westlichen Welt erst im Verlauf des 19. und 20. Jahrhunderts zur gelebten Realität. Entscheidender Treiber war dabei die Industrialisierung, die mit einer Urbanisierung und der Entstehung neuer Wohnhäuser einherging, die einer wachsenden Bevölkerungsschicht ein Leben nach diesem Ideal ermöglichte.  Entsprechend findet man Schlafzimmer früher im städtischen als im ländlichen Raum, konnten wohlhabende Schichten dieses moderne Ideal des häuslichen Zusammenlebens eher umsetzen als arme.

## Wohnen ohne Schlafzimmer: Realität großer Bevölkerungsanteile bis weit ins 20. Jahrhundert
Judith Flanders vertritt die Ansicht, dass der heutige Mensch der westlichen Welt so sehr an einen durch Industrialisierung und Verstädterung allmählich entstandenen Wohnstandard gewöhnt ist, dass das Bewusstsein für seine Besonderheit verloren gegangen ist. Historische Realität für die Mehrzahl der westlichen Bevölkerung war bis ins 20. Jahrhundert ein Leben auf engstem Raum ohne separate Schlafgelegenheiten.

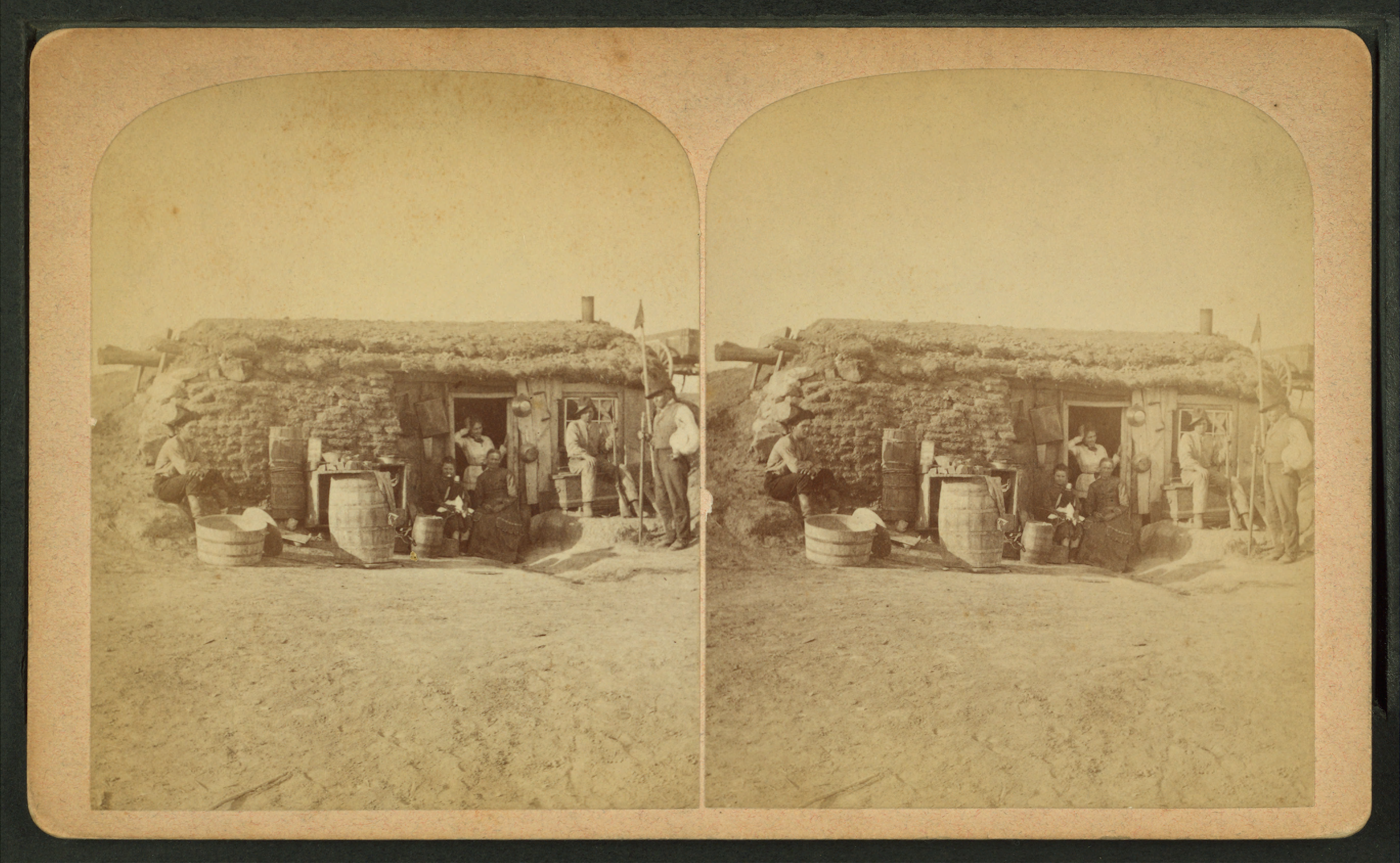
Familie vor einem einräumigen Grassodenhaus, dem typischen Wohnhaus bei der Besiedlung der nordamerikanischen Prärie in der zweiten Hälfte des 19. Jahrhunderts

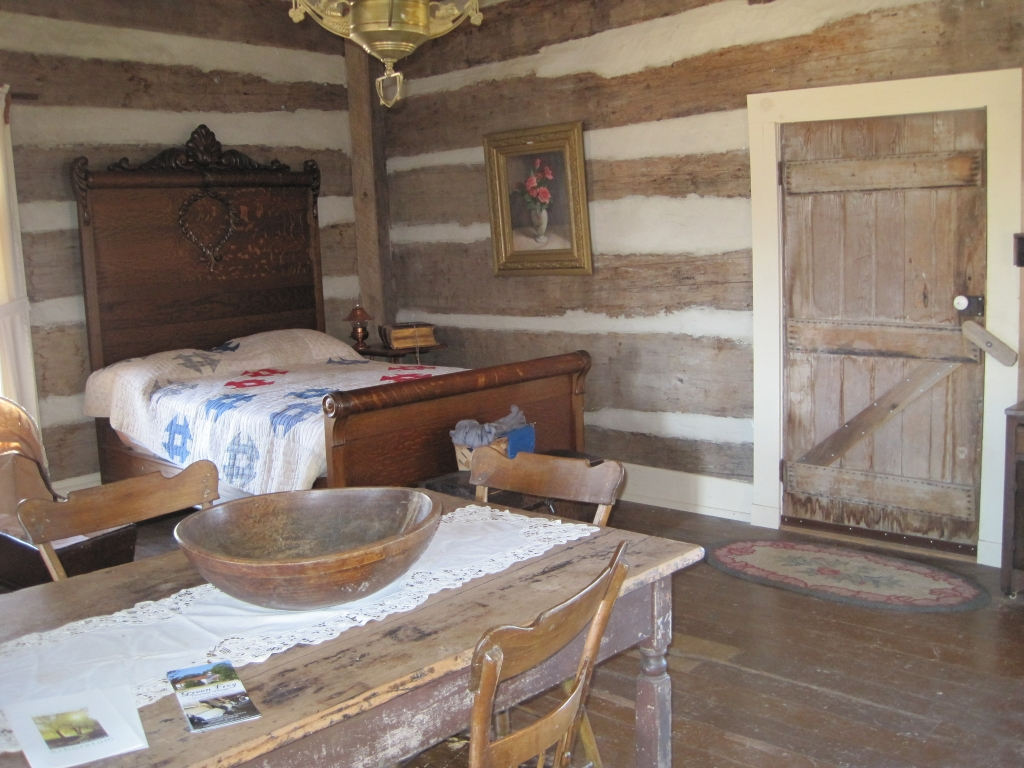
Bett in einem nordamerikanischen Blockhaus, 19. Jahrhundert.

Die Wohnsituation der Arbeiterschicht war im 18. und 19. Jahrhundert länderübergreifend sehr beengt. In Philadelphia teilten gegen Ende des 18. Jahrhunderts sieben Personen einen einzigen Raum.  Noch im ausgehenden 19. Jahrhundert nahmen in Berlin beispielsweise viele Familien der Arbeiter und unteren Mittelschicht sogenannte Schlafgänger auf, weil im Rahmen des Bevölkerungswachstums und der Urbanisierung Wohnraum knapp und teuer war. Dienstmädchen in bürgerlichen Haushalten hatten nur selten ein eigenes unbeheiztes Mansardenzimmer als Schlafgelegenheit; häufig schlugen sie ihr Bett am Abend in der Küche, im Bad oder im Flur auf. In allen europäischen Großstädten schliefen Dienstmädchen aber auch in den Hängeböden. Dies waren kleine Gelasse, die dadurch entstanden, dass man in den hohen Wohnräumen eine zusätzliche Decke über der Speisekammer, über dem Bad oder über dem Flur einzog. Eine der treffendsten Beschreibungen eines Hängebodens ist in Theodor Fontanes Roman Der Stechlin (1899) übermittelt, der ein Dienstmädchen folgendes berichten lässt:

„Immer sind [die Hängeböden] in der Küche, mitunter dicht am Herd oder auch gerade gegenüber. Und nun steigt man auf eine Leiter und wenn man müde ist, kann man auch runterfallen. Aber meistens geht es. Und nun macht man die Tür auf und schiebt sich in das Loch hinein, ganz so wie in einen Backofen. Das is, was sie ’ne Schlafgelegenheit nennen. Und ich kann Ihnen bloß sagen: auf einem Heuboden is es besser, auch wenn Mäuse da sind. Und am schlimmsten ist es im Sommer. Draußen sind dreißig Grad, und auf dem Herd war den ganzen Tag Feuer; da is es denn, als ob man auf den Rost gelegt würde.“

Selbst in weitläufigen herrschaftlichen Häusern erwartete man im 19. Jahrhundert von Dienstboten, dass sie ihr Schlafzimmer mit anderen teilten. So berichtet ein Kammerdiener, der in den 1860er Jahren auf einem Landsitz in Irland arbeitete, dass er sein Zimmer mit drei bis vier anderen männlichen Bediensteten teilte. Ein Teil seiner Kollegen schlief auf Klappbetten dort, wo der Schwerpunkt der Arbeit war. In der zweiten Hälfte des 19. Jahrhunderts war das einräumige Grassodenhaus das typische Wohnhaus von Siedlern der nordamerikanischen Prärie. Um 1890 wurden vom Süden Minnesotas bis nach Texas mehr als eine Million solcher Wohnhäuser gezählt, in denen Familien sich auch nachts einen Raum teilten.
Noch bis in das 20. Jahrhundert hinein waren besondere Schlafzimmer vor allem für Personen der Arbeiterschicht ein unerschwinglicher Luxus. Im Deutschland der Nachkriegszeit waren Schlafzimmer knapp: Die Flächenbombardements der Alliierten hatten viele Wohnungen und Häuser zerstört, Flüchtlinge und Ausgebombte wurden von staatlichen Institutionen zwangsweise einquartiert (Wohnraumbewirtschaftung). So waren viele Menschen gezwungen, im Wohnzimmer zu schlafen, dafür wurden spezielle Bettsessel und Schlafcouches entwickelt. In den 1960er Jahren entspannte sich die Situation, oft konnten neben den Eltern einer Kleinfamilie auch die Kinder ein eigenes Zimmer erhalten.

## Geschichte

### Mittelalter und Beginnende Neuzeit

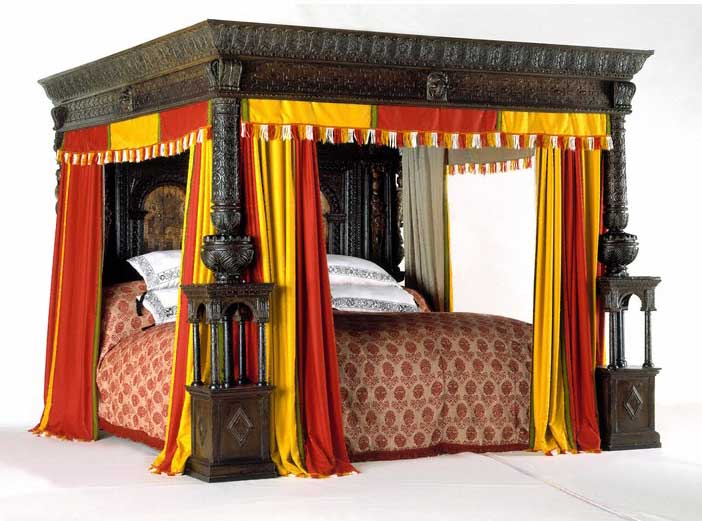
Das prunkvolle „Große Bett von Ware“, das ca. 1575 bis 1600 gebaut wurde. Es befindet sich heute im Victoria and Albert Museum.

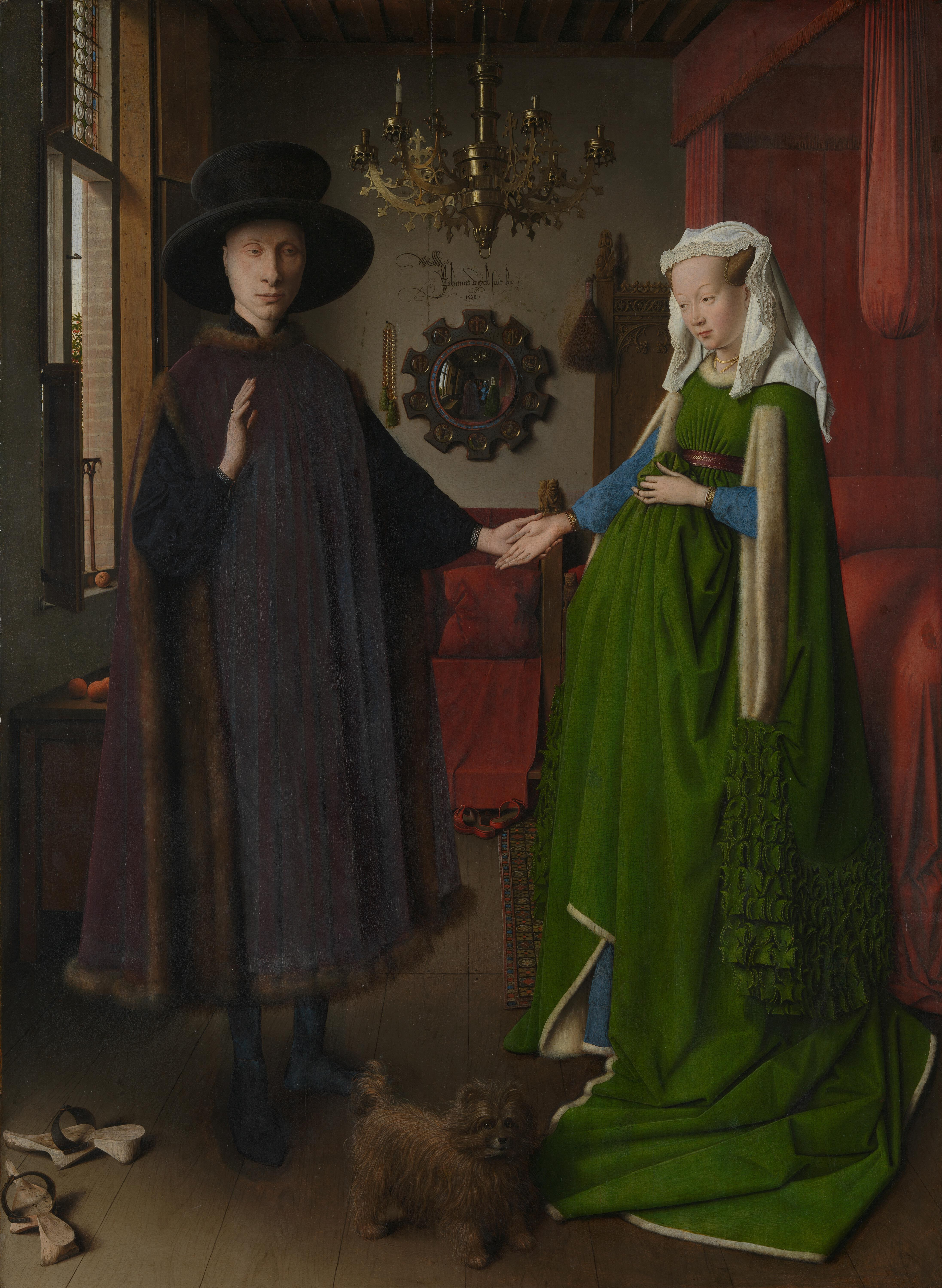
Prunkvolles Bild im Hintergrund – Jan van Eyck: Arnolfini-Hochzeit, 1434

Im Mittelalter und auch zu Beginn der Neuzeit schliefen Menschen typischerweise dort, wo sie auch den größten Teil ihres Tages verbrachten. Es war nicht ungewöhnlich, seinen Schlafplatz mit anderen Personen zu teilen, mit denen man weder verwandt war noch in einer intimen Beziehung stand. Das galt nicht nur für das Gesinde eines Herrenhauses: Betten wie das Große Bett von Ware, das ursprünglich in einem Gasthaus stand, wurden gebaut, um mehrere Schläfer aufzunehmen. Etikettebücher geben noch für das 17. Jahrhundert Hinweise, wie man sich zu verhalten habe, wenn man das Bett mit Fremden teile. Strohlager oder mit Stroh gefüllte Säcke waren die typische Schlafunterlage. In mittelalterlichen Burgen zogen sich Burgherr und Burgherrin in der Regel abends in einen separaten Raum zurück, der auch tagsüber als Rückzugsraum diente.
In Mitteleuropa tauchten die ersten Betten im Mittelalter auf; sie waren ein Privileg von Adligen, reichen Bürgern und wohlhabenden freien Bauern. Es handelte sich meist um einfache Holzgestelle. Elaboriert geschnitzte Himmelbetten waren im Mittelalter noch die Ausnahme und in der Neuzeit gewöhnlich das wertvollste Mobiliar eines Haushaltes. Wenn es auch zunehmend gebräuchlicher wurde, befand sich dieses Bett jedoch auch in der Neuzeit in Räumen, die Hausherr und Hausherrin mit Kindern oder besonders geschätztem Gesinde teilten. Jan van Eycks im Jahre 1434 entstandene Gemälde Arnolfini-Hochzeit zeigt einen Brügger Kaufmann und seine vermutlich frisch angetraute Ehefrau. Das Gemälde, dem wegen seiner Ikonographie in der Kunstgeschichte eine hohe Bedeutung beigemessen wird, stellt sehr wohlhabende Bürger dar. Darauf weisen die mit Pelz besetzte Kleidung, der Spiegel, der auf dem Tisch liegende Teppich und die Orangen hin, die links im Fenster liegen. Rechts auf dem Gemälde sind die Vorhänge eines großen Himmelbettes zu sehen. Auch dieses symbolisiert den Reichtum dieses Paares. Dass sich dieses in dem Empfangsraum befindet, war zu dieser Zeit typisch: Ein Himmelbett mit seinen wertvollen Stoffbehängen war ein so offensichtliches Zeichen von Wohlstand, dass in den Niederlanden sogar die Zahl der Familien, die dort das Bett aufstellten, zunahm.
Die repräsentative Funktion eines reich ausgestatteten Betts blieb über das Mittelalter hinaus gebräuchlich. Noch während der Renaissancezeit war es in Italien selbst in neu gebauten Palazzi gebräuchlich, in den Empfangsräumen ein Bett aufzustellen, obwohl die Hausbesitzer gewöhnlich in einem anderen Bett schliefen, das in einem weniger öffentlich zugänglichen Raum stand. In Leiden befanden sich um die Mitte des 17. Jahrhunderts in drei von vier Räumen Betten oder wenigstens Bettzeug. Räume wurden auch nicht nach ihrer wichtigsten Funktion benannt, sondern trugen entweder die generische Bezeichnung Kammer oder wurden nach ihrer relativen Position im Haus oder besonderen Ausstattungsmerkmalen bezeichnet.  Erst im 18. Jahrhundert setzte allmählich die Vorstellung ein, dass ein Schlafzimmer ein Rückzugsraum ist, der nicht ohne besondere Einladung betreten werden durfte.

### 17. und 18. Jahrhundert
Wohlhabende Landwirte und Kaufleute verfügten etwa ab dem 17. Jahrhundert über ausreichenden Wohnraum, um spezielle Schlafräume zu haben. Diese befanden sich typischerweise im ersten Stock eines zweistockigen Hauses und häufig konnte das zweite Schlafzimmer nur betreten werden, wenn man das erste Schlafzimmer durchquerte. In Großbritannien verfügte das dort bereits typische schmale Reihenhaus im ersten Geschoss schon über einen ausreichend großen Treppenabsatz, dass auch das zweite Schlafzimmer ohne Durchqueren des ersten erreicht werden konnte. In größeren Häusern wurden zunehmend Korridore üblich, so dass jeder Raum von einem Flur aus erreicht werden könnte. Schlafzimmer wurden damit zunehmend zu exklusiven, privaten Räumen. Im niederländischen Leiden wiesen zu Beginn des 18. Jahrhunderts fiel parallel die Zahl der Räume eines Haushalts, in denen ein Bett aufgestellt war, von zwei Drittel auf die Hälfte, was auf eine zunehmende funktionale Trennung hinweist. Die Trennung von Personen nach ihrem sozialen Stand, die beispielsweise zur Folge hatte, dass Dienstboten und Dienstherrschaft in vollständig getrennten Räumen schliefen, hat zumindest in Großbritannien ihren Anfang im 18. Jahrhundert. Die Historikerin Judith Flanders weist anhand von Gerichtsakten nach, wie wenig einheitlich diese Umsetzung war. Während 1710 in einem Haus so stark nach sozialer Schicht getrennt wurde, dass Dienstboten und Dienstherrschaft noch nicht einmal dieselben Treppen im Haus nutzten, teilten sich in einem zeitgleich gebauten Haus mit Besitzern aus derselben Vermögensschicht die Nichte des Hausherren mit einer weiblichen Bediensteten im Dachgeschoss das Schlafzimmer und ein adeliger Mitbewohner teilte sein Schlafzimmer mit seinem Kammerdiener.

William Hogarths Gemälde The Countess’s Morning Levee aus dem Zyklus Mariage à la Mode von 1743/1745

Immer noch war das Schlafzimmer auch wohlhabender Kreise zu einem gewissen Grad noch ein Raum, in dem man Gäste zum Kartenspielen, zum Tee oder ähnlichem empfing. Samuel Pepys, heute vor allem als Tagebuchautor und Chronist der Restaurationsepoche unter König Karl II. von England bekannt, besuchte 1665 die Frau seines Vorgesetzten und wurde von ihr und ihren Freundinnen nicht nur ganz selbstverständlich in ihrem Schlafzimmer empfangen, sondern auch ein Sitzplatz auf dem Bett angeboten. Madame de Maintenon, in morganatischer Ehe mit dem französischen König Ludwig XIV. verbunden, nutzte als Schlaf- und Ankleidezimmer den Raum, in dem der König auch mit seinen Ministern konferierte.
Rund 50 Jahre später fand man diese Gebräuche in Großbritannien als zunehmend überholt, während in Frankreich das Schlafzimmer durchaus noch von fremden Personen betreten wurde. In William Hogarths Gemälde The Countess’ Morning Levee (dt.: Lever der Gräfin) aus dem Zyklus Mariage à la Mode, das im Zeitraum 1743/1745 entstand, wohnen nicht weniger als zehn Personen dem Morgenritual einer Adeligen bei. Ihr Himmelbett ist im Hintergrund des Gemäldes erkennbar und steht in einem Alkoven. Anwesend sind unter anderem ein Friseur, ein Flötenspieler, ein Priester, eine Freundin, ein Sänger, ein dunkelhäutiger Page sowie ein Junge, der Spielzeug anbietet. Dass der Brite Hogarth dieses morgendliche Zusammenkommen im Schlafzimmer einer Adeligen mit seinem Gemälde karikierte, ist Beleg dafür, dass das Betreten eines solchen intimen Raumes zunehmend als nicht angemessen empfunden wurde. Diese Haltung wurde in der britischen Oberschicht noch weiter verbreitet. Horace Walpole echauffierte sich um die Mitte des 18. Jahrhunderts darüber, dass während eines Aufenthalts in Frankreich das Schlafzimmer seiner Schwester von fremden männlichem Dienstpersonal betreten wurde, um ihr Dinge zu bringen. In Großbritannien war es zu diesem Zeitpunkt bereits soziale Norm, dass der Diener die gewünschten Dinge dem Dienstmädchen der jungen Frau übergeben hätte und nur diese vertrautere Person das Schlafzimmer betreten hätte.

### Viktorianisches Zeitalter

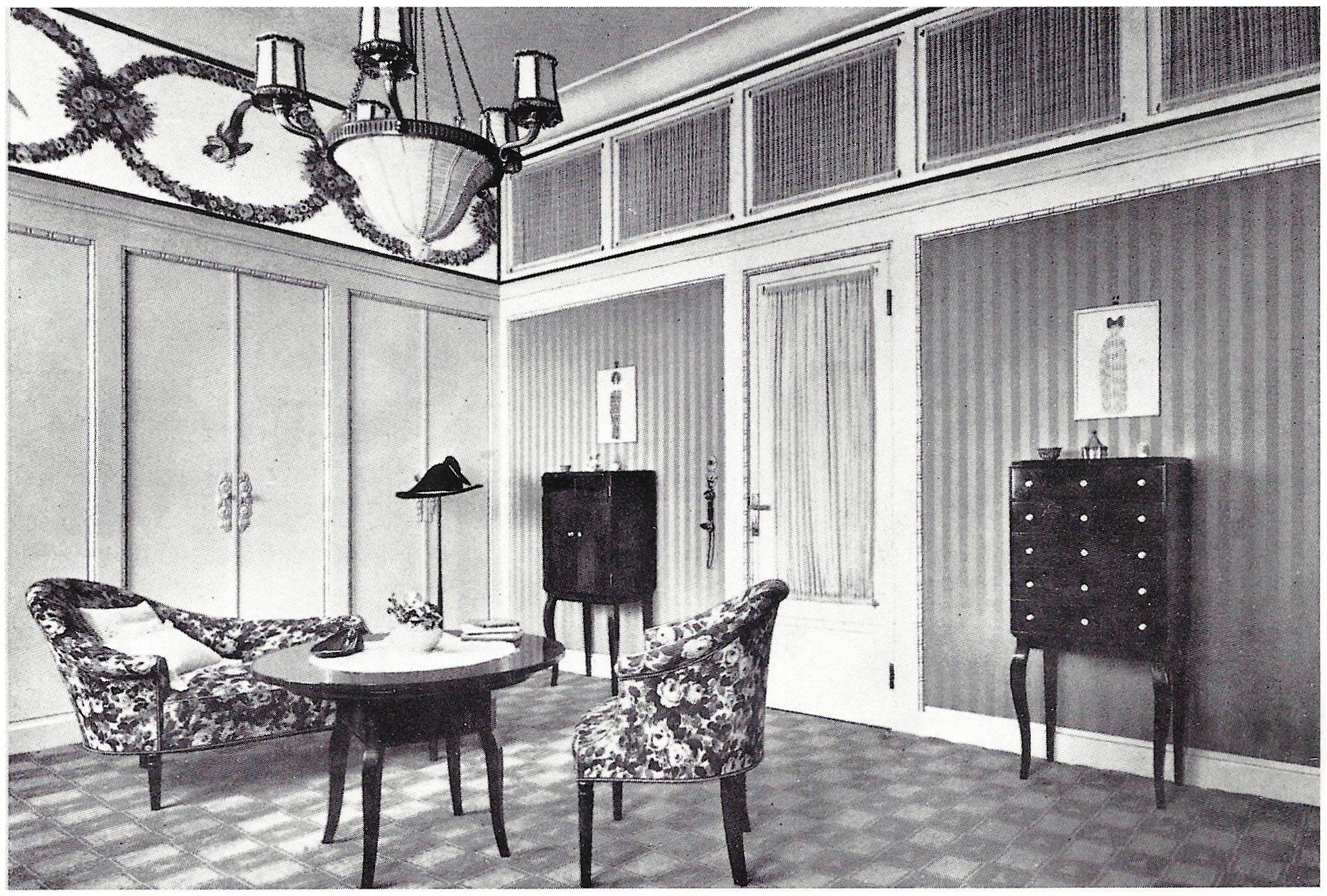
Ankleidezimmer im Haus Feinhals, Köln-Marienburg, 1911 – in seiner vergleichsweise schlichten und sachlichen Einrichtung unterscheidet sich deutlich von einem Ankleidezimmer der viktorianischen Zeit.

Im Viktorianischen Zeitalter wurde es zur Norm, dass Räume strikt einer Funktion zugeordnet waren. The Architect, ein Architekturmagazin der damaligen Zeit, hielt fest, dass die Nutzung eines Schlafzimmers für etwas anderes als Schlafen ungesund und unmoralisch sei.
Privatsphäre galt nicht nur als wünschenswert, sondern als essentiell. Idealerweise sollte bereits im Schlafzimmer das Bett so positioniert sein, dass es beim Öffnen der Schlafzimmertür nicht sofort sichtbar war. Es sollte außerdem so stehen, dass es auch der Zugluft des Kamins, der Fenster oder der Tür nicht ausgesetzt war.
Für die wohlhabendste gesellschaftliche Schicht in Großbritannien, die in weitläufigen Häusern lebte, galt es als undenkbar, dass sich ein Ehepaar ein Schlafzimmer teilte. Erwartet wurde, dass der Ehemann in seinem Ankleidezimmer schlief. Auch die Hausherrin verfügte zumindest nach der sozialen Norm nicht nur über ein Schlafzimmer, sondern auch über ein eigenes Ankleidezimmer, ein sogenanntes Boudoir. Judith Flanders weist allerdings darauf hin, dass es eine Lücke gibt zwischen dem, was Journalismus, Architekturmagazine und Ratgeber als wünschenswert oder modern bezeichnen, und der Lebenserfahrung selbst der Bevölkerungsteile, die theoretisch über den Wohlstand verfügen, diese Normen auch umzusetzen. Die Vorstellung, dass es für die Mehrheit der Personen ab der oberen Mittelschicht in Großbritannien üblich gewesen sei, dass Ehepaare getrennt schliefen, hält sie für einen Mythos und verweist dabei auf Inventare und ähnliche Dokumente. Nur 30 Prozent der Häuser, die groß genug waren, dass sie inventarisiert wurden, wiesen ein separates Ankleidezimmer für den Hausherren aus und von diesen wiederum enthielten nur 20 Prozent auch ein Bett. Basierend darauf schließt Flanders, dass lediglich in 6 Prozent der großen Häuser es überhaupt die Möglichkeit gab, dass Ehepaare getrennt schliefen. Für die Mehrzahl der Familien auch der Mittelschicht war es noch üblich, dass sich die Betten für die kleineren Kinder des Haushalts im Elternschlafzimmer befand.

#### Schlafzimmer der Vermögenden

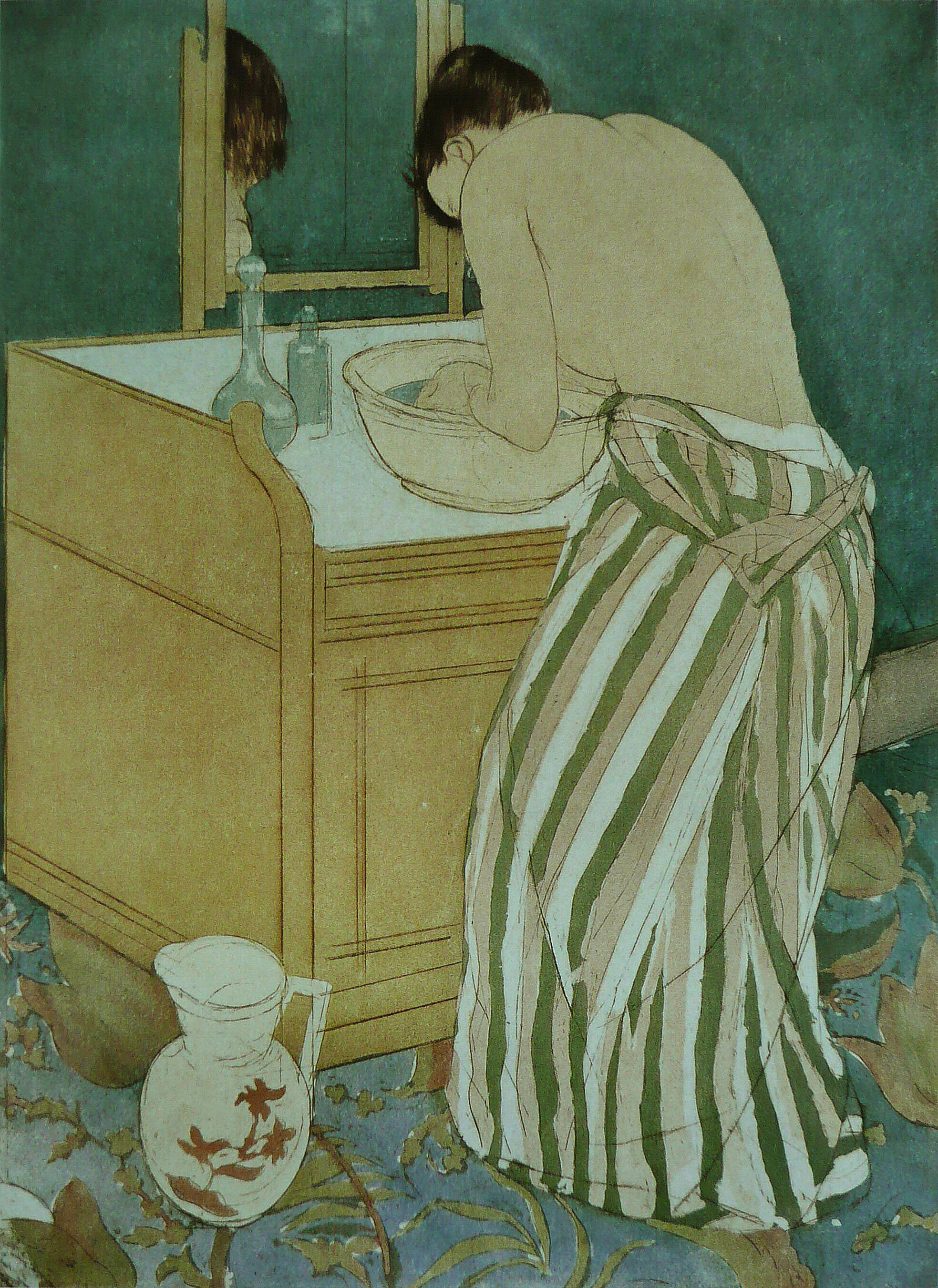
Mary Cassatt:Frau beim Waschen an einem Waschtisch, 1890/1891

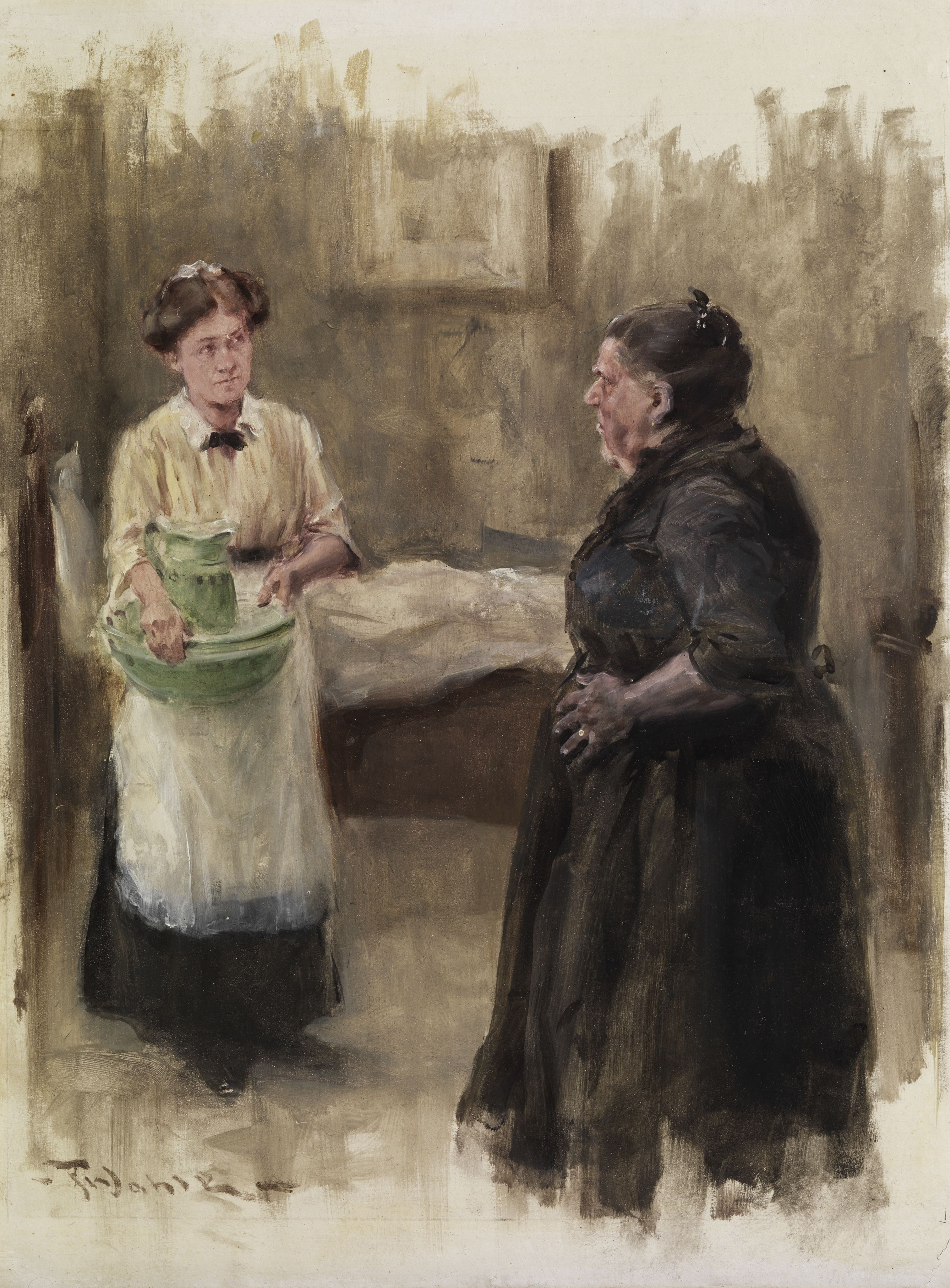
Friedrich Wahle: Das Dienstpersonal, 1927. Noch zu Beginn des 20. Jahrhunderts gehörte das Wegtragen des Waschwassers aus dem Schlafzimmer zu den Aufgaben der Dienstboten.

Schlafzimmer waren für vermögende Schichten auch nicht länger ein Raum, der mit dem abgenutzten Mobiliar anderer Räume möbliert wurde. Sofern es die finanziellen Möglichkeiten eines Haushaltes ermöglichten, wies er nun einen eigens dafür angeschafften Teppich auf. Die Möbel waren nach Möglichkeit aus Mahagoni und bestanden aus einem Tisch, einem Schrank, einem Toilettentisch, Stühlen, einem kleinen Bücherschrank sowie einem Waschtisch und einer Kommode. Die Verwendung von Kleiderbügel wurde erst in der 2. Hälfte des 19. Jahrhunderts gebräuchlich, die Kleidung wurde gefaltet in Schubladen und in Schrankfächern aufbewahrt.
Badezimmer und im Haus befindliche Toiletten wurden erst in der zweiten Hälfte des 19. Jahrhunderts üblich, wobei Toiletten mit Wasserspülung etwas früher eingeführt wurden. So lange solche Badezimmer nicht zur Verfügung standen, wuschen sich Hausbewohner in ihrem Schlafzimmer oder dem Ankleidezimmer. Etwa ab 1870 war es in Großbritannien typisch, dass auch in neu errichteten Häusern der Mittelschicht im oberen Stockwerk heißes Wasser aus den Leitungen kam, in kleineren Häusern war dies allerdings bis zum Ende des 19. Jahrhunderts auf kaltes Wasser begrenzt.
Der Waschtisch war gewöhnlich aus Birkenholz gefertigt, da dieses helle Holz anders als Mahagoni Wasserflecken nicht so deutlich zeigte. Auf dem Waschtisch standen der große Wasserkrug, der morgens von Dienstboten mit warmen Wasser aus der Küche gefüllt wurde, und die Waschschüssel. Porzellanschalen standen für die Seife und den Schwamm bereit. Unter dem Waschtisch stand auch gewöhnlich der Nachttopf. In einem gepflegten Haushalt wiesen all die Porzellangegenstände ein einheitliches Muster auf. Ratgeber empfahlen jedoch, dass die Wasserkrüge, Porzellanschalen, Waschschüsseln und Nachttöpfe für den gesamten Haushalt in einem einheitlichen Design angeschafft werden sollten, da sie häufig kaputt gingen und dann durch Gegenstände aus dem Bestand ersetzt werden konnten.
Seitlich am Waschtisch angebracht waren Vorrichtungen, um die Handtücher aufzuhängen. Räume, die groß genug waren, wiesen auch noch eine Couch auf. Gelegentlich befand sich im Schlafzimmer auch noch die Sitzbadewanne, die ebenfalls nur durch Herbeitragen von warmen Wasser gefüllt und in ähnlicher Weise auch wieder entleert wurde. Bis um die Mitte des 19. Jahrhunderts war das Bett gewöhnlich noch ein Himmelbett, reich behangenen mit Stoff. Nachttische, wie sie im heutigen Schlafzimmer üblich sind, fehlten dagegen.
Obwohl Gasbeleuchtung im Verlauf des 19. Jahrhunderts zunehmend üblich wurde, waren 1885 erst 20 Prozent der britischen Haushalte mit solch einer Möglichkeit ausgestattet. Selbst in den Haushalten, die über solches verfügte, wurde es für die Verwendung im Schlafzimmer nicht empfohlen. Standard war es, dass der zu Bett gehende einen Kerzenhalter mit einer Kerze mit sich trug. Wohlhabendere Haushalte platzierten je zwei Kerzen auf dem Sims oberhalb des Kamins sowie auf dem Toilettentisch und platzierten daneben jeweils eine Päckchen Streichhölzer. A. A. Milne lässt in seinem Kinderbuch Pu der Bär noch 1926 den aufwachenden Pu seine Kerze anzünden.

#### Schlafgelegenheiten für Dienstboten
Ganz anders eingerichtet waren die Schlafzimmer der Dienstboten. Ratgeber legten den Dienstherrschaften nahe, dass das Schlafzimmer eines Dienstboten so wenig wie möglich Ausstattungsmerkmale ausweisen sollte. Ein Bett mit ungebleichten Betttüchern, eine einfache Tagesdecke, eine Truhe mit Schubladen, ein Spiegel, ein Waschtisch und ein Stuhl wäre alles, was ein Dienstbote benötige. Immerhin hatte sich weitgehend durchgesetzt, dass jedem Dienstboten ein eigenes Bett zur Verfügung stehen sollte. Die Idee, dass jedem der Dienstboten ein eigener Raum zur Verfügung stehen sollte, war noch gegen Ende des 19. Jahrhunderts befremdlich. In einem großen, neu gebauten Haus in Londoner Stadtteil Kensington war es noch 1891 vorgesehen, dass die drei Dienstmädchen einen Raum neben der Küche als Schlafzimmer teilten. Die beiden männlichen Dienstboten schliefen unverändert auf Klappbetten in der Anrichte beziehungsweise der Spülküche. Die Bettrahmen für die Dienstboten wurden zunehmend aus Eisen hergestellt: Anders als Holzgestelle boten sie Läusen und Bettwanzen weniger Versteckmöglichkeiten.

#### Ein viktorianisches Schlafzimmer in Ordnung halten
Die Luft im 19. Jahrhundert enthielt mehr Ruß- und Staubpartikel als dies zu Beginn des 21. Jahrhunderts üblich ist. Das lag zum einen an der überwiegend Nutzung von Kohle als Heizmittel als auch an den ungeteerten Straßen, auf denen Pferdefuhrwerke verkehrten. Zeitgenössische Darstellungen berichten von einer so staubbeladenen Luft, dass langes Frauenhaar bereits nach einer Ausfahrt mit der Kutsche so staubig war, dass die Haarbürsten, mit denen dieser Staub herausgebürstet wurde, gewaschen und getrocknet werden mussten.
Die einfachste Vorgehensweise, das Mobiliar zu schützen, war es weiße, vergleichsweise einfach zu waschende Tücher über alles auszubreiten.

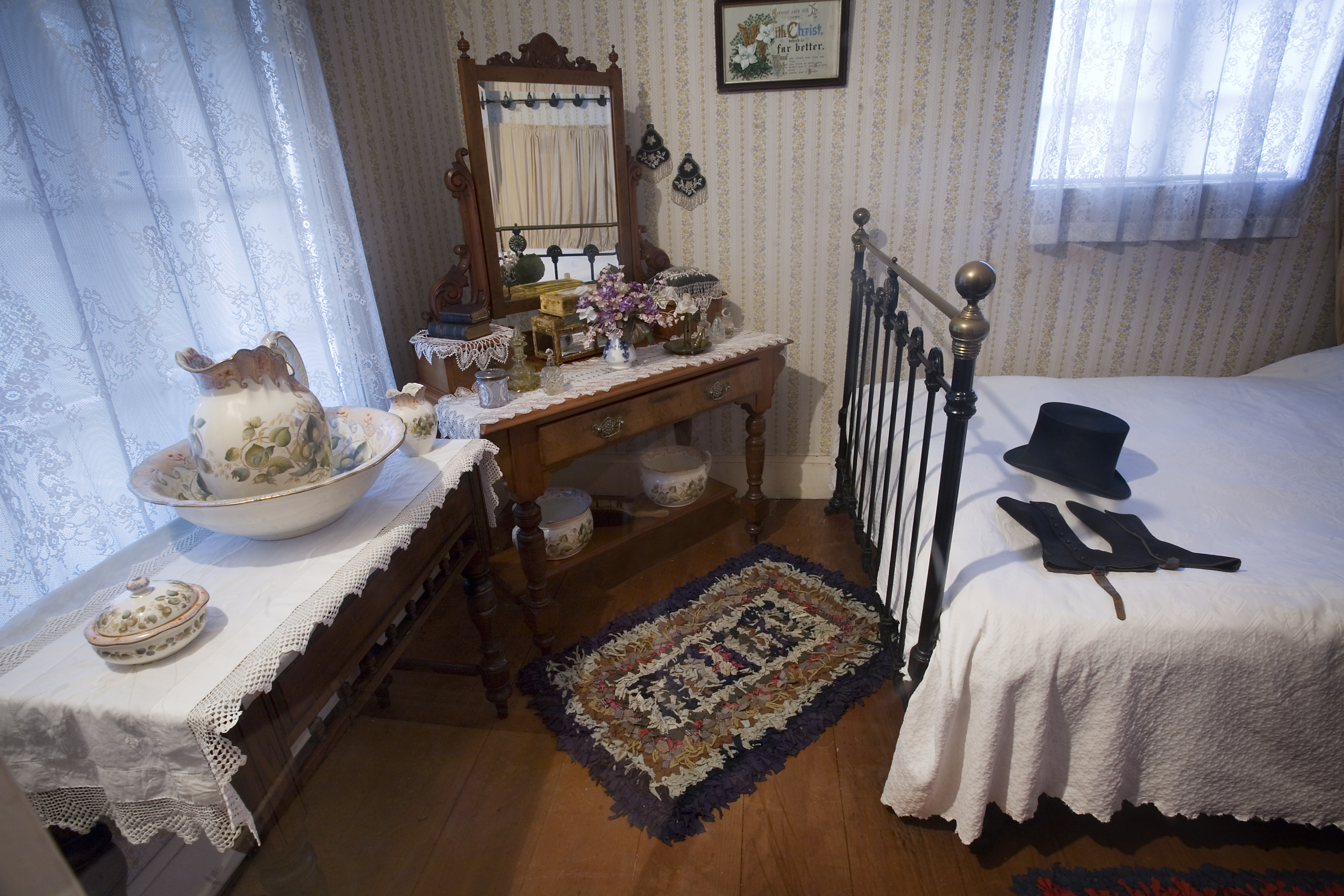
Schlafzimmer-Einrichtung der Viktorianischen Zeit: Toilettentisch, Waschtisch und eisernes Bettgestell

Neben der Küche war das Schlafzimmer der Raum, der am ehesten durch Ungeziefer befallen wurde. Das ist unter anderem darauf zurückzuführen, dass Matratzen ausschließlich aus organischem Material gefertigt wurden: Matratzen aus Pferdehaar galten als die qualitativ besten, während solche aus Kuhhaar günstiger in der Anschaffung waren, sich aber nicht so gut hielten. Noch günstiger waren Matratzen aus Wolle. Auch Strohmatratzen waren gebräuchlich: In wohlhabenden Haushalten lagen sie unter der eigentlichen Matratze und sollten diese vor dem Bettrost schützen. Im Idealfall war jede Matratze in grobes Leinentuch eingeschlagen, um die Matratze vor Dreck zu schützen. Ein Untertuch wiederum hielt die einzelnen Matratzen zusammen. All diese Matratzen mussten täglich gewendet und aufgeschüttelt werden, da andernfalls das organische Material verfilzte und verklumpte. Ein Bett zu machen, bedeutete entsprechend das gesamte Bettzeug auseinanderzunehmen und neu zusammenzusetzen. Aus der ersten Hälfte des 20. Jahrhunderts gibt es Studien, die den Zeitaufwand für ein vollständig gemachtes Bett auf 30 Minuten pro Bett schätzen. Im Jahresabstand sollten auch die Matratzen geöffnet und die Matratzenfüllung gereinigt und aufgeschüttelt werden. Die Historikerin Judith Flanders ist jedoch der Ansicht, dass dieser Arbeitsschritt so aufwändig war, dass er nur in den wenigsten Haushalten auch tatsächlich umgesetzt wurde.

#### Ungeziefer bekämpfen
Neben Flöhen waren Bettwanzen seit dem 17. Jahrhundert ein Problem, das immer wieder Erwähnung fand und dessen Auftreten seit dem 18. Jahrhundert zunahm, ohne dass man den genauen Grund dafür kennt. Möglich ist, dass die dichtere Aufeinanderlegen in den Städten im Rahmen der Industrialisierung zu der Ausbreitung beitrug. Als der angesehene schottische Historiker und Essayist Thomas Carlyle und seine Ehefrau Jane Welsh Carlyle 1834 in London ein neues Haus bezogen, hielt Jane Carlyle fest, dass ihr Haus unter all ihren Bekannten das einzige sei, das frei von Bettwanzen sei. Bis 1843 gelang es ihr, ihr Haus von Bettwanzen frei zu halten, dann jedoch wurden im Bett ihres Dienstmädchens, das in der Küche stand, Bettwanzen gefunden:

„Ich leerte einige zwanzig Eimer Wasser auf dem Küchenboden aus um auch die zu ertränken, die sich zu retten versuchten. Nachdem wir alle [Bettwanzen] getötet hatten, die wir finden konnten, warfen wir jedes Teil des Bettes in eine Badewanne voll Wasser und trugen diese in den Garten, wo wir diese für zwei Tage stehen ließen … dann behandelte ich alles mit Desinfektionsmittel, wusch alle Vorhänge und ließ sie erst einmal wegräumen …“

Die radikalen Maßnahmen hatten Erfolg, die Bettwanzen schienen beseitigt zu sein. Zehn Jahre später trat dasselbe Problem auf, worauf Jane Carlyle das hölzerne Bett verkaufte und für das Dienstmädchen ein eisernes kaufte. Wenige Jahre klagte ihr Ehemann, der nach dem viktorianischen Ideal in einem anderen Raum schlief, dass er des Nachts ebenfalls von Bettwanzen gebissen worden wäre:

„Obwohl in einer Außenwelt voller Ungeziefer lebend, hatte ich mich vollständig von der Sorge befreit, dass sie in meinem eigenen Haus auftauchten, war es mir doch gelungen, über so viele Jahre [mein Haus] von solchen Scheußlichkeiten frei zu halten. Aber das einfachste Vorgehen war sicherlich, sein Bett sorgfältig zu untersuchen […] anstatt mit ihm über die Haltlosigkeit eines solchen Verdachts zu diskutieren. Mit ein wenig verletzten Gefühlen  nahm ich seine Decken und Kissen auseinander. Aber da plötzlich musste ich innehalten: Ich sah etwas stecknadelkopfgroßes und ein kalter Schauer lief über mich. So sicher, wie ich lebte, war dies eine junge Bettwanze! Und … so klein wie diese Wanze war, so musste sie doch Eltern haben – vielleicht sogar Großväter und Großmütter …“

Üblich war es im Fall eines solchen Befalls, dass mit dem Schreiner das Bettgestell vollständig auseinandergenommen wurde. Das Bettgestell wurde mit Desinfektionsmittel und ebenso wie das Bettzeug mit Insektengift behandelt. Das wurde über mehrere Tage wiederholt. In schweren Fällen wurde der Raum, in dem Bett und Bettzeug sich befanden, luftdicht abgedichtet und im Zimmer Schwefel verbrannt.

### 20. und 21. Jahrhundert

#### Positionen individueller Architekten

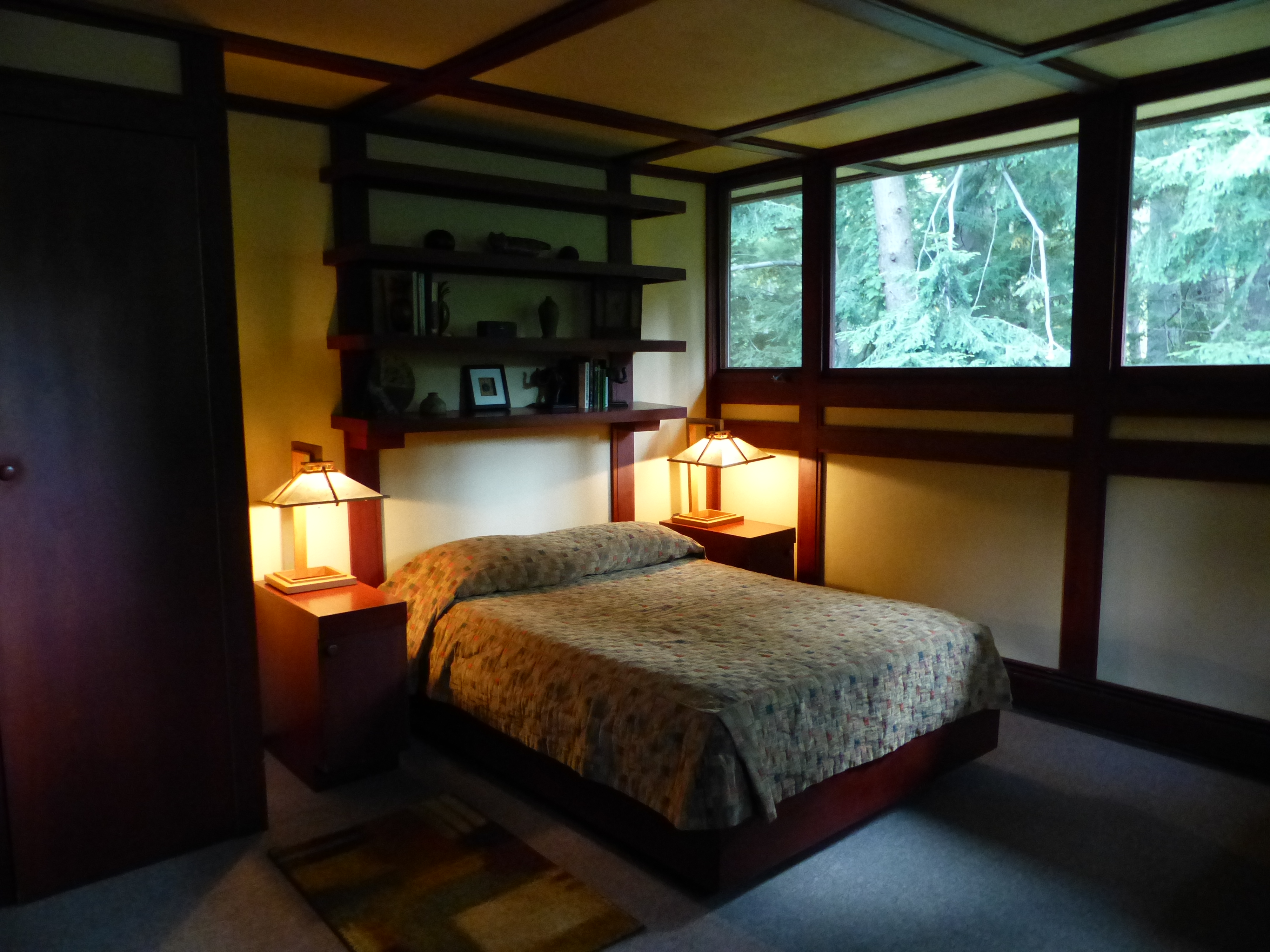
Hauptschlafzimmer in Frank Lloyd Wrights Louis Penfield House

Im 20. Jahrhundert haben auch innerhalb der westlichen Welt einzelne Architekten zum Thema Schlafzimmer unterschiedliche Ideen vertreten.
Eines der großen Anliegen von Frank Lloyd Wright war es, Familien in einem stark akzentuierten Gemeinschaftsraum – vor allem an dessen offenen Kamin – zu versammeln. Schlafzimmer haben in den von Wright entworfenen Häusern meist niedrige Raumdecken; sie vermitteln ihren Bewohnern ein starkes Gefühl von Beschütztsein und laden sie zum Ruhen ein. Gleichzeitig sind diese Schlafzimmer klein und bieten Raum weder für Möbel noch für Aktivitäten. Die Bewohner sollten die Schlafräume nach Wrights Vorstellung wirklich nur zum Schlafen nutzen.

#### Situation in verschiedenen Ländern

##### Deutschland
Das Deutsche Institut für Normung bezifferte 1967 in der DIN 18 011 die Standard-Grundfläche eines Elternschlafzimmers mit 14 m².
Die Zahl war eine Empfehlung für den staatlich geförderten Wohnungsbau.
Im Jahr 2006 stand in 8,8 % aller Haushalte im Schlafzimmer ein Fernsehgerät.

##### Vereinigte Staaten
In den Vereinigten Staaten gibt es sehr häufig ein Badezimmer (Master Bathroom) mit Badewanne oder Dusche, Waschbecken und Toilette, das nur vom Hauptschlafzimmer (Master Bedroom) aus betreten werden kann.
Die durchschnittliche Grundfläche eines Hauptschlafzimmers in einem amerikanischen Haus beträgt 28,7 m². In 64 % aller Hauptschlafzimmer ist ein Fernsehgerät vorhanden. Kleiderschränke (wardrobes) sind in amerikanischen Schlafzimmern unüblich; stattdessen gibt es fest eingebaute Wandschränke (closets), die insbesondere in großen Häusern oft so geräumig wie ein kleines Zimmer sind (walk-in closets).

## Einzelbelege
1. ↑  Studie über die Schlaf- (und Sex-) Gewohnheiten der Deutschen. Abgerufen am 31. Dezember 2018.
2. ↑  Zu Hause sterben – Wunsch wird selten Wirklichkeit | DAK-Gesundheit. 1. Januar 2019, archiviert vom Original am 1. Januar 2019; abgerufen am 2. August 2020.  Info: Der Archivlink wurde automatisch eingesetzt und noch nicht geprüft. Bitte prüfe Original- und Archivlink gemäß Anleitung und entferne dann diesen Hinweis.
3. ↑  Places Where Sleeping in Hammocks is the Norm. Abgerufen am 30. Dezember 2018.
4. ↑  Flanders: The Making of Home. Kapitel: A Room of One’s Own, Ebook-Position 1157.
5. ↑  Worsley: If Walls Could Talk: An intimate history of the home. Vorwort
6. ↑  Flanders: The Making of Home. Kapitel: A Room of One’s Own, Ebook-Position 1285.
7. ↑  Flanders: The Making of Home. Kapitel: A Room of One’s Own, Ebook-Position 982.
8. ↑  Flanders: The Making of Home. Kapitel: A Room of One’s Own, Ebook-Position 1037.
9. ↑  Theodor Fontane: Der Stechlin, 1899.
10. 1 2  Worsley: If Walls Could Talk: An intimate history of the home. S. 7.
11. ↑  Flanders: The Making of Home. Kapitel: A Room of One’s Own, Ebook-Position 1016.
12. ↑  Worsley: If Walls Could Talk: An intimate history of the home. S. 3.
13. ↑  Worsley: If Walls Could Talk: An intimate history of the home. S. 5.
14. ↑  Worsley: If Walls Could Talk: An intimate history of the home. S. 8.
15. 1 2  Flanders: The Making of Home. Kapitel: A Room of One’s Own, Ebook-Position 1109.
16. ↑  Flanders: The Making of Home. Kapitel: A Room of One’s Own, Ebook-Position 1123.
17. ↑  Flanders: The Making of Home. Kapitel: A Room of One’s Own, Ebook-Position 1247.
18. ↑  Worsley: If Walls Could Talk: An intimate history of the home. S. 10.
19. 1 2 3  Worsley: If Walls Could Talk: An intimate history of the home. S. 11.
20. ↑  Flanders: The Making of Home. Kapitel: A Room of One’s Own, Ebook-Position 1268.
21. ↑  Flanders: The Making of Home. Kapitel: A Room of One’s Own, Ebook-Position 392.
22. ↑  Flanders: The Making of Home. Kapitel: A Room of One’s Own, Ebook-Position 1116.
23. 1 2 3  Worsley: If Walls Could Talk: An intimate history of the home. S. 12.
24. ↑  Flanders: The Making of Home. Kapitel: A Room of One’s Own, Ebook-Position 1143.
25. 1 2  Flanders: The Victorian House: Domestic Life from Childbirth to Deathbed. S. 9.
26. ↑  Worsley: If Walls Could Talk: An intimate history of the home. S. 13.
27. ↑  Flanders: The Making of Home. Kapitel: A Room of One’s Own, Ebook-Position 1288.
28. ↑  Flanders: The Victorian House: Domestic Life from Childbirth to Deathbed. S. 2.
29. ↑  Flanders: The Victorian House: Domestic Life from Childbirth to Deathbed. S. 4.
30. ↑  Flanders: The Victorian House: Domestic Life from Childbirth to Deathbed. S. 286.
31. ↑  Flanders: The Victorian House: Domestic Life from Childbirth to Deathbed. S. 287.
32. ↑  Flanders: The Victorian House: Domestic Life from Childbirth to Deathbed. S. 6.
33. ↑  Flanders: The Victorian House: Domestic Life from Childbirth to Deathbed. S. 5.
34. ↑  Flanders: The Making of Home. Kapitel: Hearth and Home, Ebook-Position 3299.
35. ↑  Flanders: The Making of Home. Kapitel: Hearth and Home, Ebook-Position 3292.
36. 1 2  Worsley: If Walls Could Talk: An intimate history of the home. S. 14.
37. ↑  Flanders: The Victorian House: Domestic Life from Childbirth to Deathbed. S. 2
38. 1 2 3  Flanders: The Victorian House: Domestic Life from Childbirth to Deathbed. S. 10.
39. ↑  Highmore: The Great Indoors: At Home in the Modern British House. S. 171
40. ↑  Flanders: The Victorian House: Domestic Life from Childbirth to Deathbed. S. 12.
41. 1 2 3  Flanders: The Victorian House: Domestic Life from Childbirth to Deathbed. S. 13.
42. ↑  Flanders: The Victorian House: Domestic Life from Childbirth to Deathbed. S. 14.
43. ↑  More than Just a Fireplace: The Hearth, the Kitchen, and Frank Lloyd Wright. Abgerufen am 30. Dezember 2018. Frank Lloyd Wright House in Michigan Listed for First Time. Abgerufen am 30. Dezember 2018.
44. ↑  Wieviel Raum braucht der Mensch? – Raumgrößen nach DIN. Abgerufen am 31. Dezember 2018.
45. ↑  Studie: Fernsehen im Schlafzimmer liegt im Trend. 6. August 2006, abgerufen am 31. Dezember 2018.
46. ↑  master bath. Abgerufen am 31. Dezember 2018. Master Bathroom. Abgerufen am 31. Dezember 2018. Six Bathroom Design Tips. Abgerufen am 31. Dezember 2018 (Grundrissbeispiele).
47. ↑  Average Bedroom Size May Surprise You. 15. Dezember 2017, abgerufen am 31. Dezember 2018.
48. ↑  Television Statistics: 23 Mind-Numbing Facts to Watch. 16. November 2015, abgerufen am 31. Dezember 2018.